# Крістіан Бемер Анфінсен
Крі́стіан Бе́мер А́нфінсен (англ. Dr. Christian Boehmer Anfinsen, Jr.; 26 березня 1916, Монессен, штат Пенсильванія, США — 14 травня 1995) — американський біохімік, член Національної АН США, Американської академії мистецтв і наук (1958), іноземний член Данського королівського товариства (1964). Лауреат Нобелівської премії з хімії (1972 року).

## Біографія
Закінчив Пенсильванський (1939) і Гарвардський університети. Працював у Карлсбергській лабораторії в Копенгагені (1940), в Гарвардській медичній школі (1944-50, професор біохімії в 1962-63). У 1950—1962 роках — завідувач лабораторією цитофізіології і метаболізму в Національному кардіологічному інституті (Бетесда, штат Меріленд). З 1963 року керівник лабораторії біохімії Національного інституту з дослідження артриту і метаболізму. У 1979 році прийняв юдаїзм.

## Основні роботи
Основні праці по встановленню структури рибонуклеази. Показав значення первинної структури білка у формуванні біологічно активної конформації молекули. Вперше ваказав на можливість використання даних щодо структури білка для визначення генетичної подібності чи відмінності різних видів. Запропонував власний погляд на біологічну еволюцію.

## Нобелівська премія
Нобелівська премія з хімії (1972 року, спільно з С. Муром і У. Стайном).

## Твори
- Молекулярні основи еволюції, М., 1962.